# Stefan Bergman (1904–2000)
Stefan Bergman, pierwotnie Benjamin Epstein (biał. Сцяпан Сямёнавіч Бергман, Sciapan Siamionawicz Bierhman; ur. 9 marca 1904 w Wilnie, zm. 14 października 2000 w Warszawie) – polski publicysta i działacz komunistyczny związany z białoruską mniejszością narodową w II Rzeczypospolitej.

## Życiorys

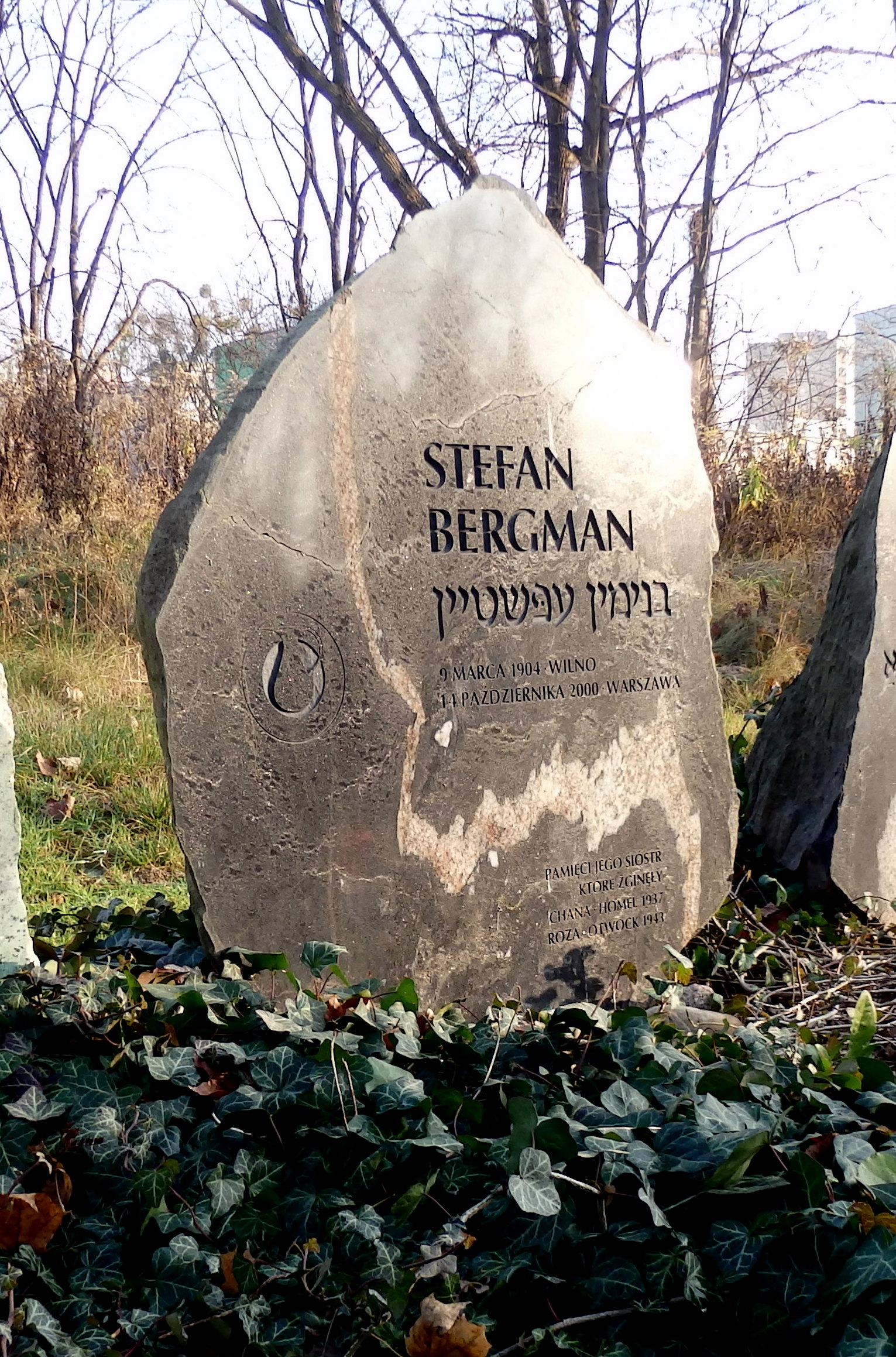
Grób Stefana Bergmana na cmentarzu żydowskim w Warszawie

Urodził się w Wilnie w rodzinie żydowskiej. Od 1919 był członkiem Związku Młodzieży Komunistycznej. W 1922 aresztowany przez władze polskie. Od 1923 wchodził w skład Komunistycznej Partii Zachodniej Białorusi (KPZB). W 1924 ponownie aresztowany. Od 1924 zajmował się działalnością konspiracyjną na ziemiach północno-wschodnich II Rzeczypospolitej. Był kierownikiem drukarni Komitetu Centralnego KPZB w Białymstoku. Pełnił funkcję sekretarza podziemnego Grodzieńskiego Komitetu Miejskiego KPZB, kierownika oddziału narodowego krajowej redakcji KC KPZB. W 1934 wraz z żoną opuścił Polskę i udał się do Białoruskiej SRR. Od 1935 pracował w oddziale politycznym Białoruskiej Kolei. 6 listopada 1935 aresztowany przez władze radzieckie i zesłany na Kołymę w Rosyjskiej FSRR. W 1940 wyszedł na wolność.
Od 1945 ponownie mieszkał w Polsce, gdzie pracował w wydawnictwach i zajmował się tłumaczeniami. W 1956 został zrehabilitowany. Zmarł w Warszawie. Pochowany jest na cmentarzu żydowskim przy ulicy Okopowej.
Autor haseł w Słowniku biograficznym działaczy polskiego ruchu robotniczego.

## Życie prywatne
Jego żoną był publicystka i historyk Aleksandra Kuczkowska (1906–2005), z którą miał dwie córki. Pierwsza, Zofia (1934–2013) była biologiem, docentem w Instytucie Biochemii i Biofizyki PAN. Druga, Eleonora (ur. 1947) jest historykiem architektury, w latach 2007–2011 była dyrektorem Żydowskiego Instytutu Historycznego.